# Peraiyur
Peraiyur (o Paryur) è una suddivisione dell'India, classificata come town panchayat, di 8.880 abitanti, situata nel distretto di Madurai, nello stato federato del Tamil Nadu. In base al numero di abitanti la città rientra nella classe V (da 5.000 a 9.999 persone).

## Geografia fisica
La città è situata a 9° 43' 0 N e 77° 47' 60 E e ha un'altitudine di 149 m s.l.m..

## Società

### Evoluzione demografica
Al censimento del 2001 la popolazione di Peraiyur assommava a 8.880 persone, delle quali 4.512 maschi e 4.368 femmine. I bambini di età inferiore o uguale ai sei anni assommavano a 975, dei quali 525 maschi e 450 femmine. Infine, coloro che erano in grado di saper almeno leggere e scrivere erano 5.888, dei quali 3.301 maschi e 2.587 femmine.